# Sophie Germain-primtal
Primtallet p er et Sophie Germain-primtal hvis 2p + 1 også er et primtal. Tallet 2p + 1 kaldes for et sikkert primtal hvis p er et Sophie Germain-primtal. For eksempel er 29 et Sophie Germain-primtal og 2 · 29 + 1 = 59 er dets tilhørende sikre primtal. Sophie Germain-primtal er opkaldt efter den franske matematiker Sophie Germain, der brugte dem i sine undersøgelser af Fermats sidste sætning. Sophie Germain-primtal og sikre primtal finder anvendelser i krypteringsnøgler og primtalstest. Det er formodet, at der er uendeligt mange Sophie Germain-primtal, men det er stadig ikke bevist.
De første Sophie Germain-primtal mindre end 1000 er:
2, 3, 5, 11, 23, 29, 41, 53, 83, 89, 113, 131, 173, 179, 191, 233, 239, 251, 281, 293, 359, 419, 431, 443, 491, 509, 593, 641, 653, 659, 683, 719, 743, 761, 809, 911, 953, ... 
Hvis p er et Sophie Germain-primtal, vil p altid have en rest på 2 ved division med 3. Hvis p derimod har en rest på 1 ved division med 3, vil 2p + 1 være deleligt med 3 og dermed ikke et primtal.
Rækken p, 2p + 1, 2 (2p + 1) +1, 2 (2 (2p + 1) +1) +1, ... kaldes en Cunningham-kæde.

## Reference
1. ↑  A005384 - OEIS